# 努沙·艾茲坡
努沙·艾茲坡（Nosa Igiebor，1952年12月25日—）是一位尼日利亞記者和編輯。於1993年，艾茲坡因報道薩尼·阿巴查的軍事統治而獲頒国际新闻自由奖。

## 早期職業生涯
在加納新聞學院以優異的成績畢業後，艾茲坡便開始於埃多州的尼日利亞電視局中工作，職至高級新聞編輯。之後，艾茲坡加入國家協和集團，並任職新聞編輯。不久，艾茲坡離開了國家協和集團，並成為了尼日利亞新闻雜誌《新聞觀察》（Newswatch）的副主編。
於1991年，艾茲坡與一些記者共同創立了獨立新聞雜誌《訴說》（Tell），並任職總編輯。 大部份《訴說》的記者與艾茲坡相同，都是《新聞觀察》的記者，並且都是因《新聞觀察》的記者德勒·芝華（Dele Giwa）被郵包炸彈炸死，以及其編輯政策因此變得保守而退出《新聞觀察》。
《訴說》主要發表批評政府和軍隊的文章，因此導致《訴說》與軍事統治者易卜拉欣·巴班吉達（Ibrahim Babangida）的關係愈趨緊張。於1993年4月，當《訴說》刊登了一篇關於採訪退役將軍奧盧塞貢·奧巴桑喬的文章時，政府立刻沒收了50,000份《訴說》雜誌，並迫使《訴說》的員工躲藏起來，以免被政府拘捕。在躲藏期間，《訴說》仍然以小報形式繼續出版。

## 阿巴查時代的《訴說》
於內1993年6月12日，在莫舒德·阿比奧拉（Moshood Kashimawo Olawale Abiola）勝出總統選舉後，巴班吉達便立刻宣布選舉無效，並讓將軍薩尼·阿巴查（Sani Abacha）在一次政變中奪權。
在阿巴查的統治開始時，《訴說》便馬上批評阿巴查政府。艾茲坡更拒絕承認阿巴查是「國家元首」，並稱之為「軍政府」和「獨裁者」。作為回應，政府便開始騷擾和監禁包括《訴說》在內的雜誌工作人員。因此，保護記者委員會發出了一份報告，說明尼日利亞獨立新聞媒體正“深陷危機”。於1995年3月，《訴說》的助理編輯喬治·巴莫特被以“企圖發動軍事政變”罪名判處入獄25年。同年12月25日，當艾茲坡從他在拉哥斯的家駕駛至《訴說》辦工室時，六位國家安全局人員拘捕了他，並把他帶到國家安全局總部。這些國家安全局人員亦沒收了55,000份聖誕節版本《訴說》。同時，《訴說》的執行總編奧諾姆·奧世福·威士忌則躲了起來。而其餘的人員在艾茲坡被逮捕後發表了一份聲明，指出「國家恐怖主義和殘酷的恐嚇行為不能夠損害我們的自由、公義和法治」。

## 監禁
艾茲坡被單獨監禁，並被拒絕接觸家人、律師或獲得醫療護理。於1996年1月8日，位於拉哥斯的聯邦高等法院允許艾茲坡的妻子哈瑞特探訪艾茲坡，並允許艾茲坡獲得醫療護理。但是，哈瑞特在翌日探訪艾茲坡時，卻被阻止。本月晚些時候，政府宣佈艾茲坡違反“1984年第2號法令”，即“其行為有損於國家安全”
同年2月，國家安全局人員沒收了100,000份《訴說》。因此，艾茲坡的律師提起了訴訟，反對聯邦政府沒收《訴說》，並索取$1,400,000美元的賠償。但是，最後這位律師卻被監禁。
作為回應，保護記者委員會和國際特赦組織要求釋放艾茲坡。國際特赦組織亦把他稱為「良心犯」。但是，尼日利亞沒有理會這些要求，並繼續監禁他。於1996年6月24日，艾茲坡與另外6位政治犯被釋放。

## 獎勵和表彰
於1993年，艾茲坡獲保護記者委員會頒發国际新闻自由奖。保護記者委員的編輯比爾·奧瑪指出「使艾茲坡傑出的原因是他仍然能夠以活潑、好鬥的方式報道新聞」。
於1998年，艾茲坡和《訴說》的員工獲國際特赦組織頒發受到威脅的人權新聞特別獎。國際特赦組織指出「《訴說》在尼日利亞獨裁時期仍無視恐嚇、騷擾和拘留堅持繼續出版」。